# Winsen (Holsten)
 For alternative betydninger, se Winsen. (Se også artikler, som begynder med Winsen)
Winsen er en by og en kommune i det nordlige Tyskland, beliggende i Amt Kisdorf i den vestlige del af Kreis Segeberg. Kreis Segeberg ligger i den sydøstlige del af delstaten Slesvig-Holsten.

## Geografi
Winsen ligger lige øst for Kaltenkirchen, omkring 20 km nord for Norderstedt i en skovrig egn. Mod vest går Landesstraße 320 fra Norderstedt mod Kaltenkirchen og motorvejen A7 fra Hamborg mod Flensborg.